# Georges Tessier
Pour les articles homonymes, voir Georges Tessier (homonymie) et Tessier.
Georges Tessier est un homme politique français né le 3 mars 1894 à Bessines-sur-Gartempe (Haute-Vienne) et décédé le 3 janvier 1966 à Bessines-sur-Gartempe.
Instituteur et directeur d'école, il est élu, après un premier échec en 1932, député SFIO de la Haute-Vienne de 1936 à 1940. Le 10 juillet 1940, il vote les pleins pouvoirs au maréchal Pétain, et quitte la vie politique.

## Sources
- « Georges Tessier », dans le Dictionnaire des parlementaires français (1889-1940), sous la direction de Jean Jolly, PUF, 1960 [détail de l’édition]